# Irbis-E
Irbis-E (Snow Leopard) là hệ thống radar quét mảng pha điện tử thụ động, đa chế độ của Nga do Tikhomirov NIIP phát triển cho máy bay chiến đấu đa năng Sukhoi Su-35. Tikhomirov NIIP đã phát triển radar Irbis-E từ hệ thống radar N011M Bars sử dụng trên máy bay Sukhoi Su-30MKI.

## Thiết kế
Irbis-E bắt đầu được nghiên cứu phát triển từ năm 2004 và là nguyên mẫu radar đầu tiên được thử nghiệm bay thực tế trên máy bay Su-30M2 vào đầu năm 2007. Kết quả là radar đã cung cấp kả năng không đối không, không đối biển và không đối đất (lập bản đồ mặt đất, làm sắc nét chùm tia Doppler và các chế độ Radar khẩu độ tổng hợp) với hiệu suất được cải thiện trong môi trường nhiễu cường độ cao so với hệ thống radar Bars tiền nhiệm của nó. Ngoài ra, Irbis còn được thiết kế để phát hiện các mối đe dọa trên không/tàng hình ở tầm thấp và siêu thấp.
Đây là một loại radar đa nhiệm đa chức năng băng tần X với mảng pha ăng ten gắn trên bộ truyền động thủy lực hai bước (60° theo góc phương vị và góc tà). Thiết bị ăng-ten quét bằng chùm tia được điều khiển điện tử theo góc phương vị và góc tà không nhỏ hơn 60°. Bộ truyền động điện-thủy lực hai bước còn có thể quay ăng-ten bằng phương pháp cơ học thành góc 60° theo góc phương vị và 120° theo góc tà. Do đó, khi sử dụng điều khiển điện tử và quay bổ sung cơ học của ăng-ten, góc lệch tối đa của chùm tia tăng lên 120°. Radar được trang bị ăng ten mảng pha bị động đường kính 900mm điều khiển bằng thủy lực.
Radar Irbis-E là sự phát triển trực tiếp từ thiết kế radar BARS, nhưng có công suất mạnh hơn đáng kể. Trong khi ăng ten mảng pha hybrid không thay đổi đáng kể, hệ số nhiễu kém hơn một chút ở mức 3,5 dB, nhưng máy thu có bốn kênh thay vì ba kênh riêng biệt. Thay đổi lớn nhất là radar được trang bị bộ thu phát sóng EGSP-27, một bóng Chelnok TWT công suất cực đại 7 kilowatt được thay thế bằng một cặp ống Chelnok công suất cực đại 10 kilowatt, được ghép lại để cung cấp tổng công suất cực đại là 20 kilowatt. Radar có mức công suất trung bình là 5 kilowatt, với công suất để chiếu xạ mục tiêu là 2 kW. NIIP tuyên bố rằng độ rộng băng thông rộng hơn gấp 2 lần và cải thiện độ linh hoạt về tần số so với radar BARS, và có khả năng kháng nhiễu điện tử tốt hơn. Radar Irbis-E có phần cứng xử lý tín hiệu kỹ thuật số mới và bộ xử lý dữ liệu mới. Nguyên mẫu của radar đã được thử nghiệm từ cuối năm 2005.

## Các tính năng vận hành
Theo nhà sản xuất NIIP, radar Irbis-E có khả năng phát hiện và theo dõi tới 30 mục tiêu và có khả năng tấn công tới 8 mục tiêu cùng lúc. Ở chế độ không đối đất, radar Irbis-E có khả năng lập bản đồ mặt đất giúp tấn công bốn mục tiêu mặt đất bằng vũ khí chính xác cao, trong khi vẫn tiếp tục quét đường chân trời để phát hiện các mục tiêu bay và giao chiến với chúng bằng tên lửa mang đầu dò radar bán chủ động.
Radar có khả năng phát hiện mục tiêu với thiết diện phản xạ radar RCS 3m2 từ cự ly 350 km khi quét chùng tia hẹp, ở chế độ quét thông thường là 200 km. Ở chế độ theo dõi trong khi quét, radar có thể tấn công hai mục tiêu bằng tên lửa dẫn đường radar bán chủ động.

## Trang bị
Năm 2007, nguyên mẫu radar đầu tiên được đưa vào thử nghiệm bay trên máy bay Su-30MK2.  Radar Tikhomirov NIIP Irbis-E hiện được trang bị trên máy bay chiến đấu đa năng Su-35 và Su-30SM2.